# General Bathymetric Chart of the Oceans

La General Bathymetric Chart of the Oceans, ou GEBCO est une représentation bathymétrique des océans consultable et utilisable par le grand public. Elle est l'œuvre conjointe de la Commission océanographique intergouvernementale et de l'Organisation hydrographique internationale.